# Adesmia guttulifera
Adesmia guttulifera är en ärtväxtart som beskrevs av Noel Yvri Sandwith. Adesmia guttulifera ingår i släktet Adesmia och familjen ärtväxter. Inga underarter finns listade i Catalogue of Life.